# Popgasm
Popgasm è il secondo album in studio del gruppo rock finlandese Sunrise Avenue, pubblicato nel 2009.

## Tracce
1. Dream Like a Child
2. The Whole Story
3. Rising Sun
4. Welcome to My Life
5. Not Again
6. Bad
7. Monk Bay
8. Bye Bye (One Night Kind)
9. Kiss and Run
10. 6-0
11. Birds and Bees
12. Sail Away with Me
13. My Girl Is Mine
14. Something Sweet